# SVNS 2024-2025 (masculin)
Cet article concerne le tournoi masculin. Pour le tournoi féminin, voir SVNS 2024-2025 (féminin).
Navigation
2023-2024 2025-2026
Le SVNS 2024-2025 est la 26e édition de la série mondiale masculine de rugby à sept, la compétition la plus importante du monde de rugby à sept. Elle se déroule du 30 novembre 2024 au 4 mai 2025. Sept étapes sont prévues, dont la grande finale de Los Angeles. Cette saison, l'Europe n'accueille aucun tournoi du circuit.

## Présentation

### Format
Le SVNS 2024-2025 propose six tournois de saison régulière plus une grande finale. Les huit équipes les mieux classées sur la base des points cumulés de la série à l'issue des six premiers tournois ont l'opportunité de participer au tournoi faisant office de « grande finale » à Los Angeles, à l'issue duquel le vainqueur est sacré champion de la série 2024-2025.
Les équipes classées de la neuvième à la douzième place s'affrontent dans un tournoi de type promotion/relégation pour déterminer, avec les quatre meilleures équipes du Sevens Challenger 2025.

### Étapes
| Étape          | Stade               | Ville     | Date                             | Vainqueur      |
| -------------- | ------------------- | --------- | -------------------------------- | -------------- |
| Dubaï          | The Sevens          | Dubai     | 30 novembre et 1er décembre 2024 | Fidji          |
| Afrique du Sud | Cape Town Stadium   | Le Cap    | 7 et 8 décembre 2024             | Afrique du Sud |
| Australie      | Rectangular Stadium | Perth     | 24 au 26 janvier 2025            | Argentine      |
| Canada         | BC Place            | Vancouver | 21 au 23 février 2025            | Argentine      |
| Hong Kong      | Hong Kong Stadium   | Hong Kong | 28 au 30 mars 2025               | Argentine      |
| Singapour      | National Stadium    | Singapour | 5 au 6 avril 2025                | Fidji          |

| Étape      | Stade                      | Ville       | Date            | Vainqueur |
| ---------- | -------------------------- | ----------- | --------------- | --------- |
| États-Unis | Dignity Health Sports Park | Los Angeles | 3 et 4 mai 2025 |           |

### Déroulement des étapes
Les points attribués aux équipes lors chaque évènement, ainsi que les totaux globaux de la saison, sont indiqués dans le tableau ci-dessous. Les points des gagnants de chaque étape sont indiqués en gras. Un astérisque (*) indique une égalité. Un tiret (-) est enregistré là où une équipe n'a pas concouru. Le classement entre la 8e et la 9e position désignera les équipes qui participeront à la grande finale de Los Angeles et les autres équipes s'impliqueront dans le Sevens Challenger.

### Classement général
Si deux ou plusieurs équipes sont à égalité, on les départage selon les règles suivantes : la différence de points marqués et encaissés durant la saison et le nombre d'essais durant ladite saison.
| Rang               | Équipe           | Dubaï | Le Cap | Perth | Vancouver | Hong Kong | Singapour | Total |
| ------------------ | ---------------- | ----- | ------ | ----- | --------- | --------- | --------- | ----- |
| Médaille d'or      | Argentine        | 16    | 12     | 20    | 20        | 20        | 16        | 104   |
| Médaille d'argent  | Fidji            | 20    | 16     | 12    | 14        | 14        | 20        | 96    |
| Médaille de bronze | Espagne          | 18    | 14     | 16    | 16        | 10        | 14        | 88    |
| 4                  | Afrique du Sud   | 10    | 20     | 14    | 18        | 4         | 4         | 70    |
| 5                  | France           | 12    | 18     | 10    | 6         | 18        | 1         | 65    |
| 6                  | Australie        | 8     | 4      | 18    | 8         | 16        | 3         | 57    |
| 7                  | Nouvelle-Zélande | 14    | 10     | 4     | 10        | 12        | 6         | 56    |
| 8                  | Grande-Bretagne  | 6     | 6      | 8     | 12        | 6         | 12        | 50    |
| 9                  | Kenya            | 3     | 8      | 3     | 1         | 3         | 18        | 36    |
| 10                 | Uruguay          | 4     | 2      | 6     | 3         | 2         | 10        | 27    |
| 11                 | Irlande          | 2     | 1      | 2     | 2         | 8         | 8         | 23    |
| 12                 | États-Unis       | 1     | 3      | 1     | 4         | 1         | 2         | 12    |

| Légende                                                                                                  |
| --- |
| Qualifié pour le tournoi final de Los Angeles (huit premières places).                                   |
| Qualifié pour un tournoi de repêchage avec les équipes qualifiées du Sevens Challenger pour le maintien. |

## Résultats

### Dubaï
| Match      | Vainqueur | Score   | Finaliste        |
| ---------- | --------- | ------- | ---------------- |
| Finale Cup | Fidji     | 19 - 5  | Espagne          |
| 3e place   | Argentine | 14 - 0  | Nouvelle-Zélande |
| 5e place   | France    | 17 - 15 | Afrique du Sud   |
| 7e place   | Australie | 17 - 12 | Grande-Bretagne  |
| 9e place   | Uruguay   | 15 - 7  | Kenya            |
| 11e place  | Irlande   | 19 - 12 | États-Unis       |

### Afrique du Sud
| Match      | Vainqueur      | Score   | Finaliste        |
| ---------- | -------------- | ------- | ---------------- |
| Finale Cup | Afrique du Sud | 26 - 14 | France           |
| 3e place   | Fidji          | 47 - 10 | Espagne          |
| 5e place   | Argentine      | 17 - 12 | Nouvelle-Zélande |
| 7e place   | Kenya          | 32 - 17 | Grande-Bretagne  |
| 9e place   | Australie      | 19 - 12 | États-Unis       |
| 11e place  | Uruguay        | 12 - 7  | Irlande          |

### Australie
| Match      | Vainqueur        | Score   | Finaliste      |
| ---------- | ---------------- | ------- | -------------- |
| Finale Cup | Argentine        | 41 - 5  | Australie      |
| 3e place   | Espagne          | 14 - 7  | Afrique du Sud |
| 5e place   | Fidji            | 17 - 5  | France         |
| 7e place   | Grande-Bretagne  | 33 - 7  | Uruguay        |
| 9e place   | Nouvelle-Zélande | 19 - 12 | Kenya          |
| 11e place  | Irlande          | 19 - 17 | États-Unis     |

### Canada
| Match      | Vainqueur       | Score   | Finaliste        |
| ---------- | --------------- | ------- | ---------------- |
| Finale Cup | Argentine       | 19 - 12 | Afrique du Sud   |
| 3e place   | Espagne         | 22 - 7  | Fidji            |
| 5e place   | Grande-Bretagne | 31 - 10 | Nouvelle-Zélande |
| 7e place   | Australie       | 15 - 12 | France           |
| 9e place   | États-Unis      | 22 - 21 | Uruguay          |
| 11e place  | Irlande         | 19 - 14 | Kenya            |

### Hong Kong
| Match      | Vainqueur        | Score   | Finaliste       |
| ---------- | ---------------- | ------- | --------------- |
| Finale Cup | Argentine        | 12 - 7  | France          |
| 3e place   | Australie        | 22 - 21 | Fidji           |
| 5e place   | Nouvelle-Zélande | 24 - 5  | Espagne         |
| 7e place   | Irlande          | 28 - 12 | Grande-Bretagne |
| 9e place   | Afrique du Sud   | 19 - 17 | Kenya           |
| 11e place  | Uruguay          | 21 - 14 | États-Unis      |

### Singapour
| Match      | Vainqueur       | Score   | Finaliste        |
| ---------- | --------------- | ------- | ---------------- |
| Finale Cup | Fidji           | 21 - 12 | Kenya            |
| 3e place   | Argentine       | 33 - 14 | Espagne          |
| 5e place   | Grande-Bretagne | 33 - 29 | Uruguay          |
| 7e place   | Irlande         | 21 - 19 | Nouvelle-Zélande |
| 9e place   | Afrique du Sud  | 26 - 7  | Australie        |
| 11e place  | États-Unis      | 17 - 12 | France           |

### Grande finale États-Unis
| Match      | Vainqueur        | Score   | Finaliste       |
| ---------- | ---------------- | ------- | --------------- |
| Finale Cup | Afrique du Sud   | 19 - 5  | Espagne         |
| 3e place   | Nouvelle-Zélande | 38 - 17 | Argentine       |
| 5e place   | France           | 33 - 31 | Grande-Bretagne |
| 7e place   | Fidji            | 19 - 7  | Australie       |